# Вольная борьба на летних Олимпийских играх 1928 — до 61 кг

Соревнования по вольной борьбе в рамках Олимпийских игр 1928 года в полулёгком весе (до 61 килограмма) прошли в Антверпене с 30 июля по 1 августа 1928 года в Power Sports Building. 
Для участия в соревнованиях заявились 14 спортсменов из 9 стран. От каждой страны мог принять участие лишь один представитель, поэтому бельгиец ван Лангенхов, финн Хуупонен, британец Мунро и швейцарцы Вилк и Перрет в соревнованиях не участвовали; таким образом титул разыгрывался между 9 борцами. 
Как таковых фаворитов не было, поскольку крупных международных соревнований в вольной борьбе с олимпийских игр 1924 года не проводилось. Но зато в составе участников были два олимпийских чемпиона прошлых игр: Кустаа Пихлаямяки в вольной борьбе, но в легчайшем весе и Эдуард Пютсеп, также в легчайшем весе, но ещё и в греко-римской борьбе. Соревнования проводились по системе Бергваля. Пютсеп проиграл в первом же круге (единственная встреча в круге ввиду нечётного количества борцов) и выбыл из числа претендентов. Пихлаямяки же в полуфинале проиграл американцу Элли Моррисону, который стал чемпионом. Финский борец сумел победить в турнире за второе место, а третьим стал Ханс Миндер, получивший медаль автоматически, поскольку его соперник, Рене Роттенфлюк был травмирован в своей единственной встрече на турнире, и на схватку за «бронзу» не вышел

## Призовые места
- Элли Моррисон
- Кустаа Пихлаямяки
- Ханс Миндер

## Турнир за первое место
В левой колонке — победители встреч. Мелким шрифтом набраны те проигравшие, которых победители «тащат» за собой по турнирной таблице, с указанием турнира (небольшой медалью), право на участие в котором имеется у проигравшего. 

### Первый круг
| Участник 1              | Участник 2    |
| ----------------------- | ------------- |
| Харольд Ангус Э. Пютсеп | Эдуард Пютсеп |

### Четвертьфинал
| Участник 1                          | Участник 2      |
| ----------------------------------- | --------------- |
| Дэнни Макдональд Х. Ангус Э. Пютсеп | Харольд Ангус   |
| Ханс Миндер А. Норд                 | Артур Норд      |
| Элли Моррисон П. Брессинк           | Пьер Брессинк   |
| Кустаа Пихлаямяки Р. Роттенфлюк     | Рене Роттенфлюк |

### Полуфинал
| Участник 1                                             | Участник 2        |
| ------------------------------------------------------ | ----------------- |
| Ханс Миндер А. Норд, Д. Макдональд Х. Ангус Э. Пютсеп  | Дэнни Макдональд  |
| Элли Моррисон П. Брессинк, К. Пихлаямяки Р. Роттенфлюк | Кустаа Пихлаямяки |

### Финал
| Участник 1                                                        | Участник 2                                  |
| ----------------------------------------------------------------- | ------------------------------------------- |
| Элли Моррисон П. Брессинк, К. Пихлаямяки, Х. Миндер Р. Роттенфлюк | Ханс Миндер А. Норд, Д. Макдональд Х. Ангус |

## Турнир за второе место

### Встреча 1
| Участник 1                                      | Участник 2    |
| ----------------------------------------------- | ------------- |
| Ханс Миндер А. Норд, Д. Макдональд, П. Брессинк | Пьер Брессинк |

### Встреча 2
| Участник 1                  | Участник 2                                    |
| --------------------------- | --------------------------------------------- |
| Кустаа Пихлаямяки Х. Миндер | Ханс Миндер А. Норд Д. Макдональд П. Брессинк |

## Турнир за третье место
| Участник 1  | Участник 2        |
| ----------- | ----------------- |
| Ханс Миндер | Рене Роттенфлюк * |

- Не явился ввиду травмы